# Fernando Ricksen
Fernando Jacob Hubertina Henrika Ricksen (Heerlen, 27 luglio 1976 – Airdrie, 18 settembre 2019) è stato un calciatore olandese, di ruolo difensore.
Ha annunciato il 30 ottobre 2013 di essere malato di SLA, malattia a causa della quale è deceduto il 18 settembre 2019.

## Palmarès

### Club

#### Competizioni nazionali
- Campionato scozzese: 2

Rangers: 2002-2003, 2004-2005
- Coppa di Scozia: 2

Rangers: 2001-2002, 2002-2003
- Coppa di Lega scozzese: 2

Rangers: 2001-2002, 2002-2003, 2004-2005
- Campionato russo: 1

Zenit: 2007
- Supercoppa di Russia: 1

Zenit: 2008

#### Competizioni internazionali
- Coppa UEFA: 1

Zenit: 2007-2008
- Supercoppa UEFA: 1

Zenit: 2008

### Individuale
- Giocatore dell'anno della SPFA: 1

2005